# Damian Marley
Damian Robert Nesta Marley, ps. Junior Gong (ur. 21 lipca 1978 w Kingston) - muzyk reggae, dancehall i ragga, trzykrotny zdobywca Nagrody Grammy.
Syn Cindy Breakspeare, Miss World 1976 i muzyka reggae Boba Marleya. Przydomek nawiązuje do noszonego przez jego ojca pseudonimu „Tuff Gong”.

## Dyskografia

### Albumy
| 1996                           | Mr. Marley - Data: 9 września 1996 - Wydawca: Lightyear/Heartbeat                       | —  | —   | —  | —  | —  |                     |
| 2001                           | Halfway Tree - Data: 11 września 2001 - Wydawca: Motown Records                         | —  | —   | —  | —  | —  |                     |
| 2005                           | Welcome to Jamrock - Data: 12 września 2005 - Wydawca: Universal/Tuff Gong              | 55 | 188 | 58 | —  | —  | - RIAA: złota płyta |
| 2010                           | Distant Relatives (oraz Nas) - Data: 18 maja 2010 - Wydawca: Universal Republic/Def Jam | —  | 27  | 65 | 53 | 11 |                     |
| "—" pozycja nie była notowana. |                                                                                         |    |     |    |    |    |                     |

### Single
| 2005                           | "Welcome to Jamrock"                   | 55  | 18 | 12 | 13 | Welcome to Jamrock |
| 2005                           | "The Master Has Come Back"             | —   | —  | —  | 74 | Welcome to Jamrock |
| 2005                           | "Road to Zion" (gościnnie Nas)         | —   | 57 | —  | —  | Welcome to Jamrock |
| 2006                           | "Beautiful" (gościnnie Bobby Brown)    | —   | —  | —  | 39 | Welcome to Jamrock |
| 2006                           | "All Night" (gościnnie Stephen Marley) | —   | —  | —  | —  | Welcome to Jamrock |
| 2008                           | "One Loaf of Bread"                    | —   | —  | —  | —  | FIFA 09 Soundtrack |
| 2010                           | "As We Enter"                          | 116 | —  | —  | 39 | Distant Relatives  |
| "—" pozycja nie była notowana. |                                        |     |    |    |    |                    |

## Nagrody
- Nagroda Grammy 2002 w kategorii:
  - Best Reggae Album za album Halfway Tree
- Dwie Nagrody Grammy 2006 w kategoriach:
  - Best Reggae Album za album Welcome to Jamrock;
  - Best Urban/Alternative Performance za utwór Welcome to Jamrock.